# Познанско войводство (Жечпосполита)
Познанското войводство (на полски: Województwo poznańskie, на латински: Palatinatus posnaniensis) е административно-териториална единица в състава на Полското кралство и Жечпосполита. Административен център е град Познан.
Войводството е създадено през XIV век. През 1346 година към него е присъединена Всховската земя. Административно е разделено на четири повята – Познански, Кошчански, Валецки и Всховски. В Сейма на Жечпосполита е представено от девет сенатори и дванадесет депутати.
При първата подялба на Жечпосполита (1772) северната част на войводство с град Валч е анексирана от Прусия, а при втората подялба (1793) и останалата му територия е присъединена към пруската държава.